# Pandion
Pandion es un género de aves accipitriformes de la familia Pandionidae distribuido por todo el mundo. El género Pandion es el único de la familia Pandionidae y fue descrito por el zoólogo francés Marie Jules César Savigny en 1809, tomando el nombre de un mítico rey griego, Pandíon.

## Especies
Según un orden filogenético de la lista del Congreso Ornitológico Internacional se distinguen dos especies:
- Pandion haliaetus (Linnaeus, 1758), águila pescadora (occidental), extendida mundialmente salvo en Australia y Célebes con tres subespecies:

- P. h. haliaetus (Linnaeus, 1758), extendida por Europa y Asia.
- P. h. carolinensis  (Gmelin, JF, 1788), desde Canadá al sur de los Estados Unidos.
- P. h. ridgwayi  (Maynard, 1887), en Belice, Cuba y Bahamas.

- Pandion cristatus (Vieillot, 1816), águila pescadora oriental, desde Célebes a Australasia, Islas Salomón y Nueva Caledonia.